# Aethaloessa
Aethaloessa é um gênero de mariposa pertencente à família Crambidae.